# GasTerra
GasTerra是一家荷兰部分国有的天然气公司，它由荷兰皇家壳牌（25%）、埃克森美孚（25%）和荷兰政府（50%）共同持有。它的历史可以追溯到2005年，當時Gasunie拆分后成立GasTerra。